# John Jumper
John Jumper   (Florida, 1820 - Wewoka, 1896) fou un important cap seminola. El 1843 fou segrestat i dut a Oklahoma amb la seva família. Va dirigir els seminoles exiliats cap a Oklahoma i va establir-se com a cap d'ells fins al 1865. El fet que donés suport als Estats Confederats d'Amèrica va fer que els prounionistes nomenessin cap John Chupco, qui ocupà el càrrec del 1865 al 1881. Fou escollit novament cap principal dels seminola del 1882 al 1885. També va ser pastor baptista. Jumper va liderar aquells seminoles que donaven suport a la Confederació, signant un tractat amb el nou govern amb l'esperança d'aconseguir un estat indi si tenien èxit. Va servir com a tinent coronel a l'Exèrcit Confederat Seminole Mounted Volunteers.

## Primer cacic
Jumper va lluitar contra els Estats Units a la Segona Guerra Seminola (1835 -1842), i va ser enviat al territori indi després de la seva captura. Va néixer en una destacada família seminola, ja que el seu oncle era Micanopy, el cap principal de la tribu seminola, i el seu pare era Ote Emathla, un assessor de confiança i cunyat de Micanopy i un important líder seminole per dret propi. Jumper es va convertir en cap principal dels seminoles després de la mort del seu germà, James Jumper, el 1849. El 1850, va dirigir una delegació a Florida per animar els seminoles restants a traslladar-se també al territori indi. Com a cap, va supervisar l'establiment de la Nació Seminole al territori indi el 1856. També va donar suport a l'establiment d'escoles per al seu poble pels ministres presbiterians.

## Servei a la Guerra Civil
Quan va esclatar la Guerra Civil dels Estats Units, es va allistar a l'Exèrcit Confederat, primer servint com a major al Primer Batalló de Rifles Muntats Seminole, i com a tinent coronel del Primer Regiment de Voluntaris Seminoles. Va dirigir aquestes tropes a les batalles de Round Mountain, Chusto-Talasah, Middle Boggy i Second Cabin Creek.

## Post Guerra Civil
Després de la Guerra Civil, Jumper va ser ordenat com a ministre baptista l'any 1865. Va servir com a pastor de l'Església baptista de primavera a prop de la comunitat de Sasakwa a la nació Seminole, territori indi, i hi va romandre com a pastor fins a 1894.
John Jumper va representar els seminoles del sud al Consell de Fort Smith de 1865, on el govern dels Estats Units va reconèixer el lleial de la Unió John Chupko com a cap principal de la nació seminola. Jumper va ser elegit cap principal el 1882, i el va succeir el seu gendre, John F. Brown el 1885.

## Mort
John Jumper va morir a casa seva prop de Wewoka, territori indi el 21 de setembre de 1896.